# Tyler Alvarez
Tyler Sage Alvarez (Nova Iorque, 25 de outubro de 1997) é um ator norte-americano. Ele é mais conhecido por seu papel de Diego Rueda na comédia adolescente da Nickelodeon, Every Witch Way.

## Biografia
Nascido na cidade de Nova Iorque, filho de pai cubano-americano de primeira geração e mãe porto-riquenha de quarta geração. Alvarez foi educado na Fiorello H. LaGuardia High School na cidade de Nova Iorque e na Jericho High School em Jericho, Nova Iorque.

## Vida pessoal
Em 11 de junho de 2021, Alvarez se assumiu gay publicamente nas redes sociais.

## Filmografia

### Cinema
| Ano  | Título                      | Papel          | Notas              |
| ---- | --------------------------- | -------------- | ------------------ |
| 2013 | The House That Jack Built   | Hector (jovem) |                    |
| 2013 | Brothers in Arms            | Logan          | Filme curto        |
| 2014 | Every Witch Way: Spellbound | Diego Rueda    | Filme de televisão |
| 2017 | High School Lover           | Larry          | Filme de televisão |
| 2018 | The Pretenders              | Doug           |                    |
| 2020 | John Henry                  | Oscar          |                    |
| 2022 | Crush                       | Dillon         |                    |
| 2023 | Pools                       | Blake          |                    |
| 2023 | Sid Is Dead                 | Jim Vega       |                    |

### Televisão
| Ano       | Título                    | Papel                 | Notas                                |
| --------- | ------------------------- | --------------------- | ------------------------------------ |
| 2014–2015 | Every Witch Way           | Diego Rueda           | Elenco principal                     |
| 2015      | Talia in the Kitchen      | Diego Rueda           | Episódio: "Every Witch Lola's"       |
| 2015–2017 | Orange Is the New Black   | Benny Mendoza         | 5 episódios                          |
| 2017–2018 | American Vandal           | Peter Maldonado       | 16 episódios                         |
| 2017      | Fresh Off the Boat        | Wes                   | Episódio: "Slide Effect"             |
| 2018      | The Fosters               | Declan Rivers         | 5 episódios                          |
| 2019      | Veronica Mars             | Juan-Diego De La Cruz | Elenco recorrente                    |
| 2021      | Eu Nunca...               | Malcolm Stone         | Elenco recorrente; temporada 2       |
| 2021      | What We Do in the Shadows | Wes Blankenship       | Episódio: "The Cloak of Duplication" |
| 2022      | Blockbuster               | Carlos Herrera        | Elenco principal                     |